# Ми-4
Ми-4 е военно-транспортен хеликоптер, създаден от ОКБ „Мил“, Русия. Машината се произвежда по лиценз и в Китай под означението „Z-5“.

## История
През октомври 1951 г. съветското правителство издава постановление за разработването на нов военнотранспортен хеликоптер с повишена товароподемност. Разработването, изпитанията и започването на серийното производство е осъществено в рекордно кратък срок – в течение на една година.
През юни 1952 г. първият опитен модел, означен като „ВД-12“ (от рус. вертолёт десантный, 12 мест), е готов. Производството е организирано до края на същата година. Новата машина получава означението Ми-4.
Новият модел прилича в голяма степен по външен вид и летателни качества на американския хеликоптер Sikorsky H-19. В началото на 1953 г. са произведени първите серийни хеликоптери, които постъпват на въоръжение в Съветската армия. Хеликоптерът е в състояние да превозва товари с маса до 1200 kg. Побира 12 десантчици в пълно бойно снаряжение и оръдие с калибър 57 mm.
Ми-4 се произвежда серийно в периода 1953 – 1966 г. от хеликоптерния завод в гр. Казан. За този период са произведени общо около 3200 машини от различни модификации. Близо 700 от тях са експортирани в различни страни по света.
В периода 1958 – 1979 г. Ми-4 се произвежда по лиценз в Китай под означението „Z-5“. В Китай са построени общо 545 машини.

## Тактико-технически характеристики
Хеликоптерът Ми-4 е изпълнен по едновинтова схема с опашен рулеви винт, снабден е с бутален двигател и четириропорно шаси. Фюзелажът е с конструкция монокок. Двигателят е монтиран под наклон в носовата част, като двуместната кабина е разположена над него.
Фюзелажът е с дължина 25,02 m, ширина – 2 m и височина до главния носещ винт – 4,4 m. В централната му част е разположена кабината с размери 4,15 х 1,70 х 1,6 m, с обем от 16 m³. В задната част на кабината е монтиран люк с размери 1,86 х 1,6 m и спускаща се товарна рампа. На левия борд на кабината е монтирана врата с размери 0,9 х 1,45 m. Кабината побира 12 десантчици с пълно бойно снаряжение.
От 1957 г. на Ми-4 е монтирана система за външно окачване на товари с маса до 1200 kg.
В носовата част на фюзелажа, под товарната кабина, е разположена остъклена в предната си част гондола за стрелец. В гондолата е вградена 12,7-mm картечница ТКВ-481 с колиматорен прицел.
Шасито на машината е четириопорно, неприбиращо се по време на полет. Опорите са с маслено-въздушни амортисьори и пневматични спирачки. Предните колела са самоориентиращи се, а в края на опашната конзола е монтирана подпора с въздушен амортисьор.
Носещият винт е четиривитлов с диаметър 21 m. Витлата са закрепени шарнирно към главата с монтирани фрикционни демпфери. От 1960 г. витлата са с правоъгълна форма, погледнати фронтално, и се изготвят от метални сплави с пресовани лонжерони от алуминиев сплави. Рулевият винт е тривитлов, с диаметър 3,6 m.
Силовата установка се състои от 14-цилиндров звездообразен двигател АШ-82В, с принудително въздушно охлаждане, с мощност от 1700 к.с. (1250 kW). Двигателят е монтиран под наклон в носовата част на машината, като са предвидени два странични капака за обслужването му. От двете страни на фюзелажа са монтирани въздухозаборници с осеви вентилатори.
Трансмисията се състои от главен редуктор с муфа за свободния ход, със самостоятелна смазочна система, междинен редуктор, редуктор на рулевия винт, съединителни валове и спирачни механизми на носещия винт. Скоростта на въртене на вала при излитане е 198 об/мин, а при номинален режим пада до 178 об/мин.
Горивната система се състои от бензинов резервоар с вместимост от 1000 l, разположен в специален защитен контейнер в централната част на фюзелажа. Има възможност за монтиране в товарния отсек на допълнителен резервоар с вместимост 275 l.
Смазочната система се състои от маслен радиатор, охлаждан от вентилатора на двигателя, и маслен резервоар с вместимост от 65 l.
Системата за управление е бустерна, с хидроусилватели по четирите канала, дублирана е с пружинни натоварващи механизми.
Летателното оборудване позволява полети през деня и нощта, както и при сложни метеорологични условия. То включва: радиостанция РСИХ-3М, радиокомпас АРК-5, радиовисотомер РВ-2, РЛС „СРО“ и разговорно устройство СПУ-2.

## Въоръжение
Въоръжението на хеликоптера включва:
- 12,7-mm картечница, монтирана в автоматизирана установка НУВ-1, с боекомплект 200 патрона
- 4 ПТУР „Фаланга“ или
- 16 НУРС от типа С-5 или
- 4 авиобомби с калибър 250 kg

## Бойно използване
Ми-4 е широко използван във Въоръжените сили на СССР и Русия. През 1960-те години ВВС формират авиационни полкове, всеки от които е въоръжен с 60 хеликоптера Ми-4. Прз 1956 г. е използван при военните действия в Унгария, през 1962 г. – в Индия, през 1965 г. – в Пакистан, а по-късно – в Ирак и Етиопия. През 2000 г. ВВС на различни страни все още използват около 500 хеликоптера Ми-4. От тях около 350 са в ВВС на Китай.

## Модификации
На базата на Ми-4 са разработени множество варианти и модификации, по-известни от които са:
- Ми-4А – транспортно-десантен хеликоптер. В периода 1967 – 1968 г. около 200 машини са преоборудвани до Ми-4АВ.
- Ми-4АВ – хеликоптер за близка въздушна поддръжка на сухопътни войски. Снабден е с 6 възела за окачване на различни типове въоръжение: авиобомби, 57 mm НУРС и ПТУР „Фаланга“. На базата на Ми-4АВ са разработени различни модификации – ПУ на бойните действия на СВ, миночистач, летящ кран, хеликоптер за създаване на ЕМ смущения и линейка.
- Ми-4Л – хеликоптер за противопожарна борба. Предназначен за борба с горски пожари.
- Ми-4М – за борба с подводници, приет на въоръжение във ВМС през 1963 г. Въоръжен с ХАС „Баку“, магнитометър „АПМ-60“, 18 радиоакустични буя „РГНБ“ и 100 дълбочинни бомби „ПЛАБ-МК“.
- Ми-4МЕ – експортен вариант на Ми-4М, предназначен за експорт. Разработен през 1963 г.
- Ми-4П – граждански хеликоптер за превоз на 10 пътници и 200 kg товар.
- Ми-4ПС – патрулно-спасителен хеликоптер. Въоръжен с РЛС „Рубин-В“, УКВ радиокомпас, радиокомпас „АРК-54“, автопилот „АП-81“, допълнителни горивни резервояар, спасителна лодка и надуваеми балонети.
- Ми-4С – патрулно-спасителен хеликоптер, предназначен за нуждите на ВВС и ВМС, снабден със спасителна лебедка с товароподемност 156 kg.
- Ми-4СХ – селскостопански великоптер.
- Ми-4Т – хеликоптер торпедоносец. Въоръжен с авиационни торпеда „АТ-1“, прицелно устройство „НКПБ-7“, антена „СПАРУ-55“ и оптически прицел „ОРБ-1“. Макс. далечина на полета до 500 km.
- Z-5 – модификация, произвеждана по лиценз в Китай. В периода 1958 – 1979 г. са произведени общо 545 машини.